# درة لير (مقاطعة تشرام)
درة لير (بالفارسية: دره لیر) هي قرية تقع في قسم سرفارياب الريفي (مقاطعة تشرام) في إيران. يقدر عدد سكانها بـ 180 نسمة بحسب إحصاء 2016.